# Koutammakou
La región Koutammakou se encuentra en la región de Kara, al nordeste de Togo, y se extiende también al vecino Benín. Es el territorio de los Batammariba (también llamados Katammariba o Temberma), donde se encuentran las famosas casas de barro en forma de torre, llamadas takienta (o tatas), únicas en África y que se han convertido en el símbolo de Togo. En este paisaje cultural de 50.000 ha la naturaleza está fuertemente unida a los rituales y creencias de la población, que utiliza sus recursos de forma armoniosa; por estas razones fue inscrita en el Patrimonio de la Humanidad por la Unesco en el año 2004.
Las takientas son circulares y tienen generalmente dos plantas; están generalmente coronadas por un granero hecho de tierra y de forma casi esférica. Pueden tener una cubierta plana o estar recubiertas por paja, en forma cónica. El conjunto de la vivienda comprende siempre un granero, un establo para las cabras y un patio usado para las ceremonias rituales. La aldea de Nadoba es un ejemplo bien conocido y buscado por los turistas, incluye también otros espacios ceremoniales, como fuentes, rocas, lugares para los ritos de iniciación y a veces catacumbas para sus muertos.
Los Katammariba, cuyo país está atravesado por el río Keran, son conocidos por la cría de pintadas y por la comercialización de sus huevos. Pero esta riqueza cultural no se traduce en la mejora de las condiciones de vida de este pueblo. A pesar de los cientos de millares de turistas que anualmente visitan Nadoba y que desembolsan en el país billones de francos CFA. La carretera que conduce allí, continua en tierra y es impracticable durante la época de lluvias. Los jóvenes están obligados a emigrar a las ciudades y así se van perdiendo muchas de sus tradiciones culturales, incluyendo la conservación y construcción de las takientas tradicionales. Finalmente, la cultura del algodón y el ganado permiten a algunos construir casas mejoradas, por lo que se descuidan las viviendas tradicionales, muchas de las cuales se encuentran en ruinas.